# Obroty
Obroty (deutsch Wobrow) ist ein Dorf in der Woiwodschaft Westpommern in Polen. Es liegt in der Gmina Kołobrzeg (Landgemeinde Kolberg) im Powiat Kołobrzeski (Kolberger Kreis).

## Geographische Lage
Das Dorf liegt in Hinterpommern, etwa 105 Kilometer nordöstlich von Stettin und etwa 6 Kilometer südlich von Kolberg, rechts der Persante knapp 1 Kilometer vom Fluss entfernt.

## Geschichte
Die erste urkundliche Erwähnung des Dorfes stammt aus dem Jahre 1278. Damals stattete der Bischof von Cammin, Hermann von Gleichen, das neugegründete Nonnenkloster Kolberg  mit Besitz aus. Zu diesem Besitz gehörte auch das hier „Wobrote“ genannte Dorf. Der Ortsname dürfte sich von slawisch „w brode“ ableiten, was „an der Furt“ oder „nach der Furt“ meint und sich dann auf eine Furt über die nahegelegene Persante beziehen mag. Das neue Kloster befand sich nicht in der nach deutschem Recht gegründeten Stadt Kolberg, sondern in Altstadt Kolberg, etwa 4 Kilometer nordwestlich des Dorfes.
Das Dorf blieb in den folgenden Jahrhunderten im Besitz des Kolberger Nonnenklosters. Der Besitz schlug sich in Flurnamen wie „Nonnenberg“ und „Klostermoor“ nieder. Nach der Reformation wurde das Dorf durch das Amt Kolberg verwaltet.
Auf der Großen Lubinschen Karte des Herzogtums Pommern von 1618 ist der Ort als „Woblat“ eingetragen.
Während des Siebenjährigen Krieges wurde Wobrow bei der Belagerung von Kolberg durch russische Truppen niedergebrannt. Nach dem Krieg wurde es in der Dorfform eines einseitigen Zeilendorfes neu aufgebaut. In Ludwig Wilhelm Brüggemanns Ausführlicher Beschreibung des gegenwärtigen Zustandes des Königlich Preußischen Herzogtums Vor- und Hinterpommern (1784) ist „Wobrodt oder Wobrow“ unter den Dörfern des Amtes Kolberg aufgeführt. Damals gab es hier 5 Bauernstellen, darunter den Schulzen, 2 Halbbauernstellen und insgesamt 11 Haushalte („Feuerstellen“).
Um 1860 gab es in Wobrow 24 Wohnhäuser, eine Wassermühle, eine Windmühle, ein Schulhaus und 30 Wirtschaftsgebäude. Es wurden 36 Pferde, 113 Rinder, 294 Schafe, 7 Schweine und 1 Ziege gehalten.
Im Rahmen der Aufhebung der Gutsbezirke in Preußen wurde 1928 der benachbarte Gutsbezirk Altstadt mit seinem Wohnplatz Helenenhöhe nach Wobrow eingemeindet. Bis 1945 gehörte dann die Landgemeinde Wobrow mit den Wohnplätzen Altstadt und Helenenhöhe zum Landkreis Kolberg-Körlin in der preußischen Provinz Pommern.
Gegen Ende des Zweiten Weltkriegs wurde Wobrow durch die Rote Armee eingenommen. 1945 kam Wobrow, wie ganz Hinterpommern, an Polen. Die Bevölkerung wurde vertrieben und durch Polen ersetzt. Der Ortsname wurde zu „Obroty“ polonisiert. Heute gehört der Ort zur Gmina Kołobrzeg (Landgemeinde Kolberg).

## Entwicklung der Einwohnerzahlen
- 1816: 098 Einwohner[3]
- 1864: 207 Einwohner[3]
- 1871: 190 Einwohner[3]
- 1905: 146 Einwohner[3]
- 1919: 164 Einwohner[3]
- 1933: 253 Einwohner, mit Altstadt und Helenenhöhe[3]
- 1939: 260 Einwohner, mit Altstadt und Helenenhöhe[3]